# Frederic Harrison

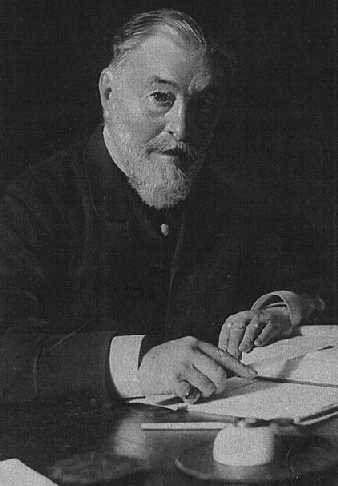
Frederic Harrison

Frederic Harrison (* 18. Oktober 1831 in London; † 14. Januar 1923) war ein britischer Jurist und Historiker.

## Leben
Harrison wurde im King’s College zu London gebildet, bezog dann die Universität Oxford und wurde 1859 zur Advokatur zugelassen.
Er war 1867 bis 1869 Mitglied der königlichen Kommission zur Berichterstattung über die Gewerkschaften, 1869 bis 1870 Schriftführer derjenigen über die Kodifikation der englischen Gesetze; 1873 wurde er zum Prüfungskommissar über Völkerrecht und verwandte Fächer ernannt.
An dem von Frederick Denison Maurice 1854 gegründeten Working Men’s College tätig, widmete er seitdem allen Arbeiterfragen eine besondere Aufmerksamkeit, wandte sich den Ansichten Auguste Comtes zu, von dessen Politique positive er den zweiten Band (The social statics, 1875) übersetzte, und wurde neben Richard Congreve Mitbegründer der positivistischen Schule.
Außer zahlreichen Aufsätzen in Zeitschriften schrieb er:
- The meaning of history (1862)
- Order and progress (1875, 2 Teile)
  - On government
  - Studies of political crises
- Martial law in Kabul (1880)
- Pantheism and cosmic emotion (1881) sowie einige Essays in dem bedeutenden Werk International policy (1866, 2. Aufl. 1884)
- Als Vizepräsident der Royal Historical Society veröffentlichte er die romantische Monographie Theophano – The Crusade of the Tenth Century (T. Fisher Unwin, London 1904)

## Einfluss auf die Literatur
Frederic Harrisons politische und soziale Ideen – insbesondere sein Glaube an moralische und intellektuelle Bildung als Voraussetzung für demokratische Reformen – weisen thematische Parallelen zu George Eliots Roman Felix Holt, the Radical (1866) auf. Eliot und Harrison kannten sich persönlich, und sie betrachtete ihn als Teil ihres intellektuellen Kreises. Harrison, ein Vertreter des angewandten Comtismus, argumentierte, dass nachhaltiger politischer Fortschritt auf der ethischen und intellektuellen Entwicklung der Arbeiterklasse beruhen müsse. Obwohl Eliot seine optimistische Haltung gegenüber der Sozialwissenschaft nicht uneingeschränkt teilte, spiegelt ihre Darstellung von Felix Holt eine vorsichtige Annäherung an Aspekte von Harrisons paternalistischem Ideal gesellschaftlicher Reform wider. Im Roman plädiert Felix für Bildung vor dem Wahlrecht und betont die Notwendigkeit, die Arbeiterklasse auf politische Verantwortung vorzubereiten, um eine Instrumentalisierung durch andere Klassen zu verhindern. Seine Ablehnung von Aufständen und seine Vorliebe für schrittweise, lokale Reformen anstelle revolutionärer Umwälzungen spiegeln zudem Harrisons Betonung rationalen Fortschritts durch Bildung wider.